# Straßenradsport-Weltmeisterschaften 1952
Die Straßenradsport-Weltmeisterschaften 1952 fanden am 23. und 24. August in Luxemburg statt.

## Renngeschehen
Zum ersten Mal in der Geschichte der Profi-Straßenweltmeisterschaften gab es mit dem 27-jährigen Heinz Müller vom Rennstall Bauer einen deutschen Sieger. 48 Berufsfahrer hatten die 280 Kilometer lange anspruchslose Rennstrecke, einen Rundkurs von 16 Kilometern, in Angriff genommen. Auf den 17 Runden gab es zwar Ausreißversuche, doch in der 13. Runde war das Hauptfeld wieder vereinigt und steuerte geschlossen das Ziel an. Im Spurt konnte der bis dahin wenig bekannte Müller seine Schnelligkeit ausspielen. Um Reifenstärke verwies er den Schweizer Gottfried Weilenmann auf den zweiten Platz. Müller kam auf eine Durchschnittsgeschwindigkeit von 39,45 km/h. Den deutschen Erfolg machte Teamkollege Ludwig Hörmann als Dritter komplett. Es folgte ein zeitgleicher Pulk von weiteren 31 Fahrern, von denen wiederum 19 zusammen mit dem Deutschen Werner Holhoffer gemeinsam auf Platz 11 gesetzt wurden. Der vierte ins Ziel gekommene Deutsche Valentin Petry landete auf Platz 30. Heinrich Schwarzer und Peter Schulte schieden nach der neunten Runde aus. Mit ihnen hatten weitere acht Fahrer das Rennen vorzeitig aufgegeben.
Einen Tag zuvor hatten 113 Amateurfahrer aus 23 Ländern über 175 Kilometer ihren neuen Weltmeister ermittelt. Mit einem Stundenmittel von 40,048 km/h und einem hauchdünnen Vorsprung siegte der 22-jährige Italiener Luciano Ciancola. Der Niederländer Piet van den Brekel kam zwar als Zweiter ins Ziel, wurde aber wegen eines unerlaubten Radwechsels später disqualifiziert. Deutsche Fahrer spielten beim Rennen keine Rolle. Während die DDR keine Teilnehmer entsandt hatte, kamen von den sechs bundesdeutschen Fahrern nur Horst Tüller und Franz Reitz mit dem Hauptfeld durchs Ziel, Maue war vorzeitig ausgeschieden.

## Ergebnisse

### Profis (280 km)
| Platz         | Athlet               | Land | Zeit (h) |
| ------------- | -------------------- | ---- | -------- |
| 1             | Heinz Müller         | GER  | 7:05:51  |
| 2             | Gottfried Weilenmann | SUI  | 7:05:51  |
| 3             | Ludwig Hörmann       | GER  | 7:05:51  |
| 4             | Fiorenzo Magni       | ITA  | 7:05:51  |
| 5             | Robert Varnajo       | FRA  | 7:05:51  |
| 6             | Henk Faanhof         | NED  | 7:05:51  |
| 7             | Jean Baldassari      | FRA  | 7:05:51  |
| 8             | Louison Bobet        | FRA  | 7:05:51  |
| 9             | Rik Van Steenbergen  | BEL  | 7:05:51  |
| 10            | Antonio Bevilacqua   | ITA  | 7:05:51  |
| alle Platz 11 | Gino Bartali         | ITA  | 7:05:51  |
| alle Platz 11 | Robert Bintz         | LUX  | 7:05:51  |
| alle Platz 11 | Jean Brun            | SUI  | 7:05:51  |
| alle Platz 11 | Emilio Croci-Torti   | SUI  | 7:05:51  |
| alle Platz 11 | Roger De Corte       | BEL  | 7:05:51  |
| alle Platz 11 | Hans Dekkers         | NED  | 7:05:51  |

| Platz         | Athlet           | Land | Zeit (h) |
| ------------- | ---------------- | ---- | -------- |
| alle Platz 11 | Adolphe Deledda  | FRA  | 7:05:51  |
| alle Platz 11 | Wim van Est      | NED  | 7:05:51  |
| alle Platz 11 | Werner Holthöfer | GER  | 7:05:51  |
| alle Platz 11 | Ferdy Kübler     | SUI  | 7:05:51  |
| alle Platz 11 | Giuseppe Minardi | ITA  | 7:05:51  |
| alle Platz 11 | Hans Noetzli     | SUI  | 7:05:51  |
| alle Platz 11 | Stan Ockers      | BEL  | 7:05:51  |
| alle Platz 11 | Loretto Petrucci | ITA  | 7:05:51  |
| alle Platz 11 | Raoul Remy       | FRA  | 7:05:51  |
| alle Platz 11 | Jean Robic       | FRA  | 7:05:51  |
| alle Platz 11 | Jozef Schils     | BEL  | 7:05:51  |
| alle Platz 11 | Kurt Schneider   | AUT  | 7:05:51  |
| alle Platz 11 | Gerrit Voorting  | NED  | 7:05:51  |
| 30            | Valentin Petry   | GER  | 7:05:51  |
| 0…            |                  |      |          |
| 38            | Clive Parker     | GBR  | 7:29:00  |

### Amateure (175 km)
| Platz | Athlet           | Land | Zeit         |
| ----- | ---------------- | ---- | ------------ |
| 1     | Luciano Ciancola | ITA  | 4:22:11 h    |
| 2     | André Noyelle    | BEL  | gleiche Zeit |
| 3     | Roger Ludwig     | LUX  | gleiche Zeit |